# Gare de Génelard
La gare de Génelard est une gare ferroviaire, de la ligne du Coteau à Montchanin. Elle est située 20 rue de la gare, sur le territoire de la commune de Génelard dans le département de Saône-et-Loire, région Bourgogne-Franche-Comté en France.
Mise en service en 1867 par la Compagnie des chemins de fer de Paris à Lyon et à la Méditerranée (PLM), c'est une halte voyageurs de la Société nationale des chemins de fer français (SNCF).

## Situation ferroviaire
Établie à 267 mètres d'altitude, la gare de Génelard est située au point kilométrique (PK) 79,564 de la ligne du Coteau à Montchanin entre les gares ouvertes de Paray-le-Monial, (s'intercalent les gares fermées de La Gravoine et de Palinges) et de Ciry-le-Noble.

## Histoire
La gare de Génelard est mise en service le 16 septembre 1867 par la Compagnie des chemins de fer de Paris à Lyon et à la Méditerranée (PLM), lorsqu'elle ouvre à l'exploitation la deuxième section de Montceau-les-Mines à Digoin, de sa « ligne de Chagny à Moulin ».
En 1881, le bureau de la gare est ouvert à la télégraphie privée.
En 1911, la gare figure dans la Nomenclature des gares stations et haltes du PLM. C'est une gare de la 2e section de la ligne PLM de Roanne à Montchanin, située entre la gare de Palinges et la gare de Ciry-le-Noble. Elle peut recevoir des dépêches privées, elle est ouverte au service complet de la grande vitesse et de la petite vitesse.

La gare au début des années 1900
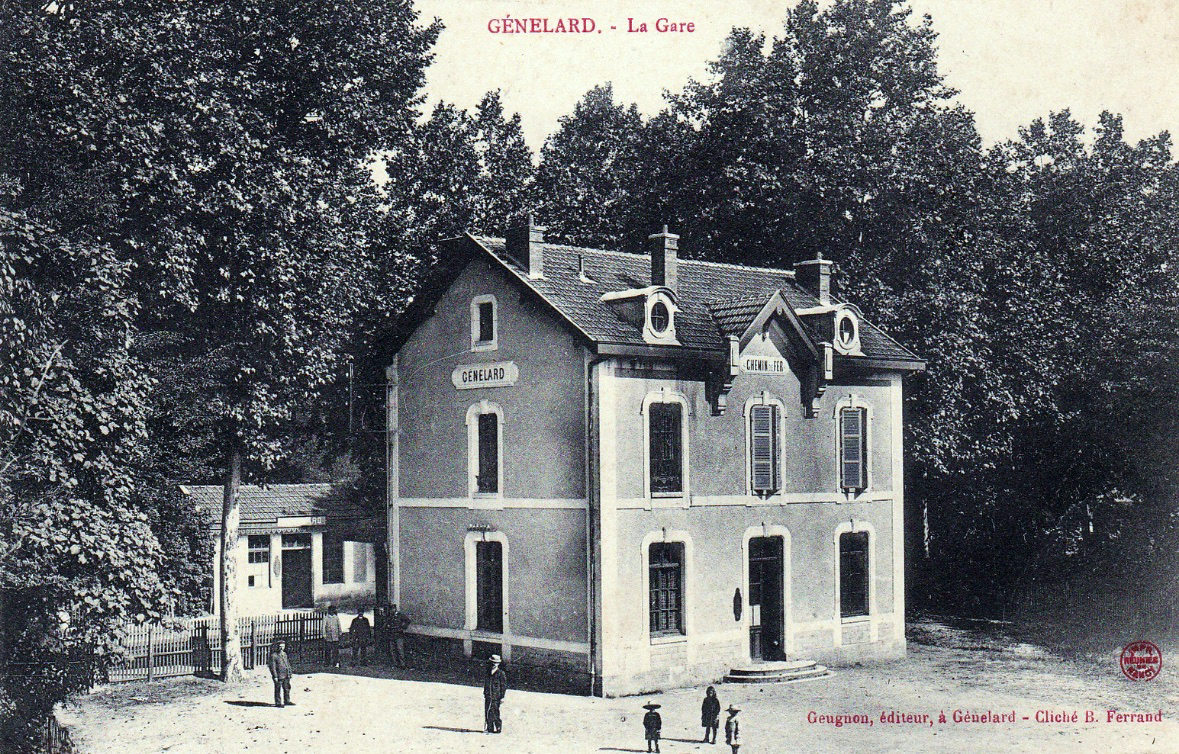
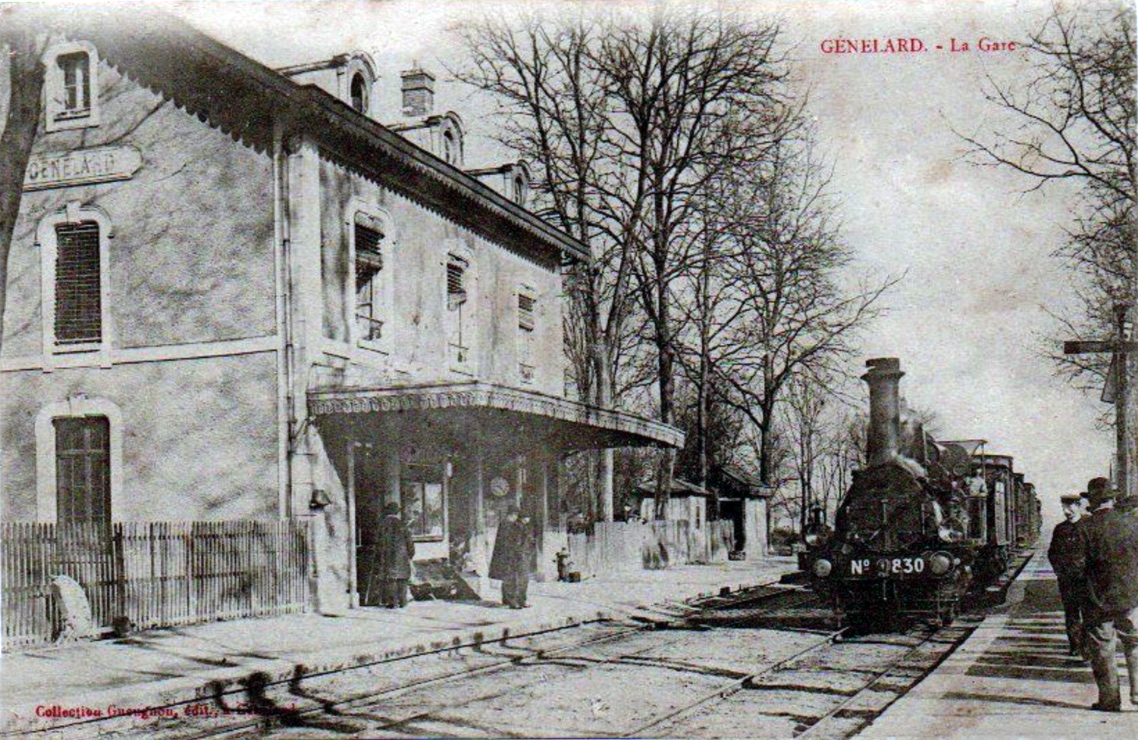
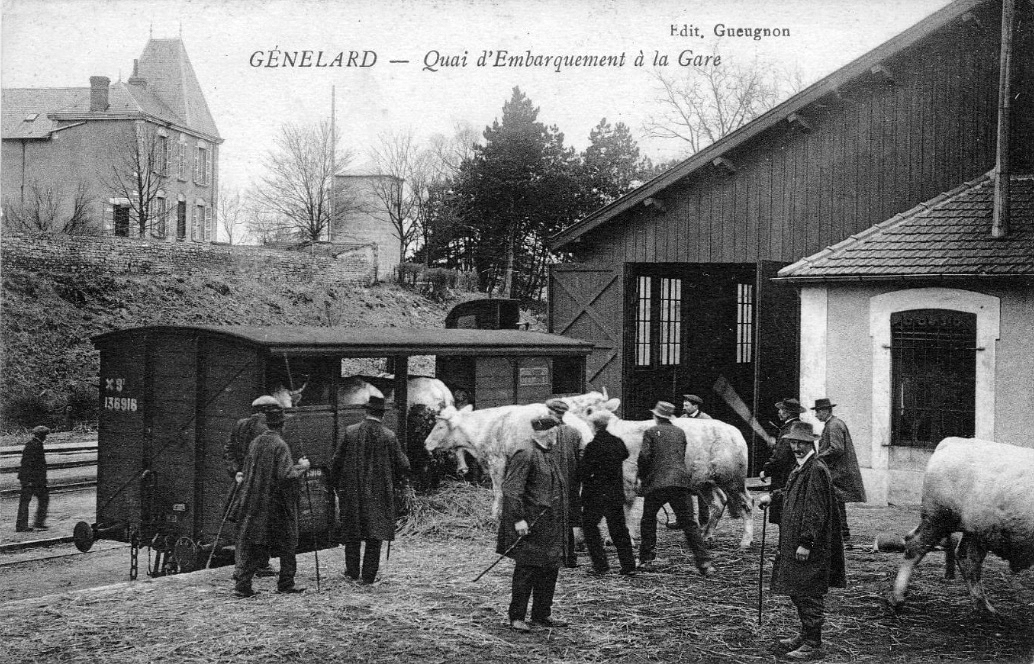

Après la création de la Société nationale des chemins de fer français (SNCF), la ligne prend le nom de ligne du Coteau à Montchanin, n°769000,.
En 2013, le projet d'automatisation de la ligne est une menace pour le guichet de la gare qui fait réagir les élus locaux. Le guichet de la gare est fermé définitivement en 2016, la salle d'attente reste ouverte tous les jours de 6h à 17h.

## Service voyageurs

### Accueil
La gare de Génélard est un point d'arrêt non géré, mais elle dispose d'un bâtiment voyageurs avec une salle d'attente et est équipée d'au automate pour l'achat de titres de transports TER.

### Dessertes
Génelard est desservie par des trains du réseau TER Bourgogne-Franche-Comté qui effectuent les relations :  - Paray-le-Monial et Montchanin (ou Dijon-Ville) - Moulins-sur-Allier,.

### Intermodalité
Un parking pour les véhicules est situé dans la cour de la gare.

## Patrimoine ferroviaire
Le bâtiment voyageurs construit par la Compagnie des chemins de fer de Paris à Lyon et à la Méditerranée (PLM)« Gare : Génelard », sur massifcentralferroviaire.com, 19 décembre 2005 (consulté le 13 novembre 2022). est toujours présent sur le site, ainsi que son abri de quai.